# Swiss TXT
Swiss TXT (Swiss TXT AG) (fino al dicembre 2015: SWISS TXT Schweizerische Teletext AG) è una filiale e centro di competenza multimediale della SRG SSR. L'azienda è stata fondata nel 1983 a Bienne, sulla base della concessione del servizio teletext rilasciata dal Consiglio federale svizzero. Il servizio iniziò nel 1984 per la SF DRS, poi dal 1985 sulla TSR ed infine dal 1986 sulla TSI.

## Organizzazione
La sede principale si trova a Bienne, ma si possono anche trovare delle filiali a Zurigo, Berna, Ginevra, Losanna e Comano.

## Servizi di accesso (sottotitolazione, trascrizione, traduzione, audiodescrizione, sintesi vocale)
SWISS TXT sottotitola i programmi televisivi della SRG SSR. Fornisce inoltre servizi di trascrizione, traduzione e audiodescrizione.